# Проезд Пахтусова
Прое́зд Па́хтусова — улица на севере Москвы в районе Южное Медведково Северо-Восточного административного округа между Полярной улицей и проездом Шокальского.

## Происхождение названия
Проектируемый проезд № 6108 получил название проезд Пахтусова в июне 2017 года. Проезд назван в память о русском мореплавателе и гидрографе Петре Пахтусове (1800—1835). Улица Пахтусова существовала в 1965—1986 годах в Москве в Алтуфьевском районе, но в 1986 году она была присоединена к Путевому проезду.

## Описание
Проезд начинается от Полярной улицы, проходит на восток до проезда Шокальского.
По проезду не числится домовладений, но по обе стороны проезда, кроме жилых домов, находятся различные подразделения школы № 1568 им. Пабло Неруды.